# 패트론 (개)

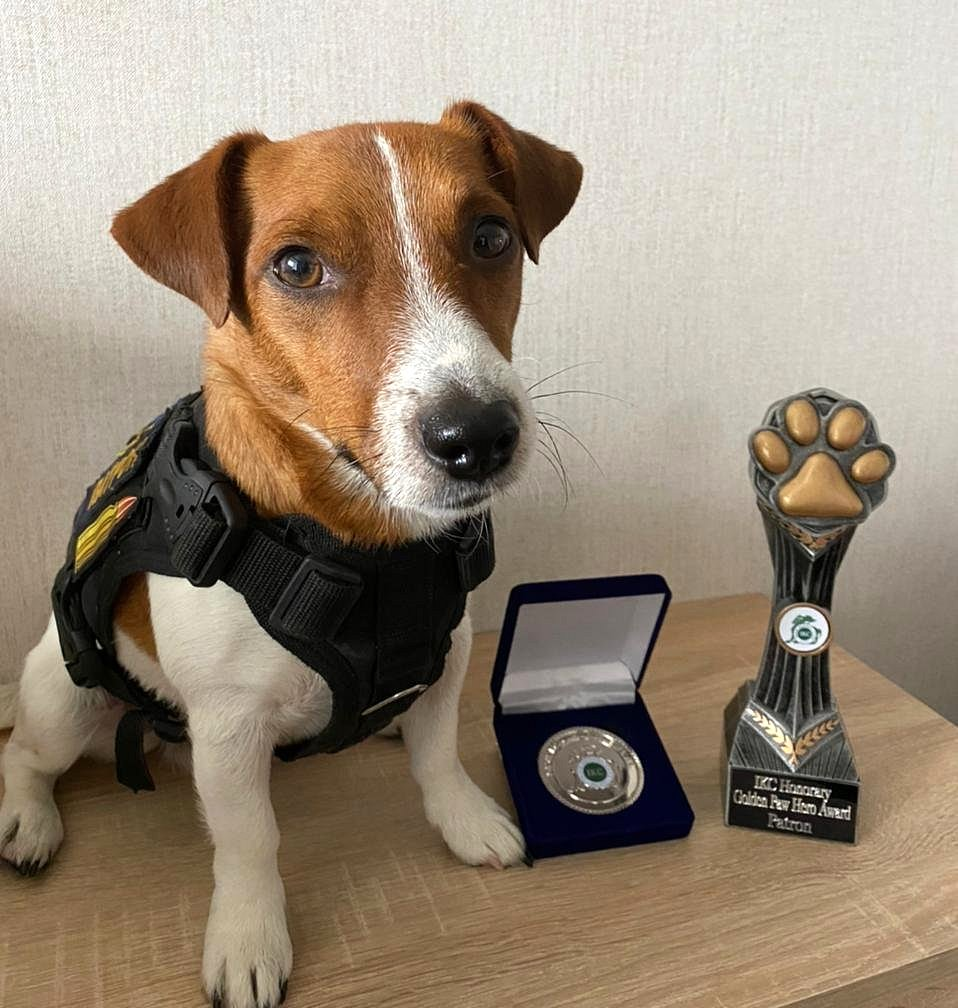
패트론

패트론(우크라이나어: Патрон 파트론[*])은 우크라이나 국가재난본부의 탐지견이다. 패트론의 품종은 잭 러셀 테리어이다.